# Bordnetz
Als Bordnetz wird die Gesamtheit aller elektrischen Komponenten in Fahrzeugen, wie Automobilen, Flugzeugen, Schiffen und bei der Eisenbahn bezeichnet. Der Begriff Bordnetz wird allgemein bei fast allen Fahrzeugen genutzt.
Das Bordnetz ist für die Stromversorgung (Energiebordnetz) und den Informationsfluss zwischen Komponenten und Steuergeräten (Kommunikationsbordnetz) zuständig.
Der Begriff Bordnetzspannung wird synonym für die elektrische Spannung bzw. die Nennspannung an Bord von Fahrzeugen verwendet.
Zu den elektrischen Komponenten eines Bordnetzes zählen u. a.:
- Verkabelung und Bordspannungssteckdosen
- Steuergeräte
- Sensoren
- Anzeigeelemente, z. B. Warn- und Kontrollleuchten, Displays
- Aktoren, z. B. Elektromotoren, Leuchten und Beleuchtungssysteme
- Bussysteme
- Energiespeicher wie z. B. Batterien und Akkumulatoren.
- Generatoren
- Komfort-Einstellungen wie z. B. Elektrische Sitzverstellung

## Übliche Spannungen
In der nachfolgenden Tabelle sind Nennspannungen von unterschiedlichen Bordnetzen angegeben. Wird eine Batterie über das Bordnetz geladen, liegt die tatsächliche Spannung über der Nennspannung, z. B. bis zu 14,4 V beim Pkw-Bordnetz mit 12-V-Batterie. Die Einspeisungen erfolgen typischerweise mittels Akkumulatoren und Generatoren, welche von den jeweiligen Anwendung abhängen:
| Anwendung                                                                              | Nennspannung [V]                                   | Gleich- (DC) oder Wechselspannung (AC) |
| -------------------------------------------------------------------------------------- | -------------------------------------------------- | -------------------------------------- |
| USB-Lade-/Versorgungsspannung auf E-Bike, im Kfz, in Bahn und Fernbus                  | 5                                                  | DC                                     |
| USB-Lade-/Versorgungsspannung Typ USB-PD (Power Delivery)                              | 5, 9, 12, 15, 20 (zwischen den Geräten verhandelt) | DC                                     |
| USB-Lade-/Versorgungsspannung Typ PPS (Programmable Power Supply (USB-PD Version 3.0)) | 5–20 (zwischen den Geräten verhandelt)             | DC                                     |
| Fahrrad mit Speisung der Beleuchtung aus einem Dynamo                                  | 6                                                  | AC                                     |
| Elektrofahrrad, Antriebsakku                                                           | 24 (alt), 36, 48 V Nennspannung                    | DC                                     |
| Hover-, Balanceboards                                                                  | 36, 53,4, 73,6                                     | DC                                     |
| Historische Pkw (Baujahr bis 1970) und Motorräder                                      | 6                                                  | DC                                     |
| Personenkraftwagen (Pkw), kleine Boote, moderne Motorräder                             | 12                                                 | DC                                     |
| Lastkraftwagen (Lkw) und Busse                                                         | 24 (USA oft 12)                                    | DC                                     |
| Flugzeuge                                                                              | 28                                                 | DC                                     |
| Gabelstapler                                                                           | 12, 24, 48, 80                                     | DC                                     |
| In den 1990ern konzipiert für Pkw, Lkw und Busse                                       | 42                                                 | DC                                     |
| Als zweites Bordnetz für Pkw, insbes. Hybridkraftfahrzeuge                             | 48                                                 | DC                                     |
| TWIKE, Leicht-E-Fahrzeug                                                               | 336                                                | DC                                     |
| Als zweites Bordnetz für Elektrofahrzeuge                                              | 380–420                                            | DC                                     |
| Schienenfahrzeuge (Akkuspannung)                                                       | 110                                                | DC                                     |
| Internationale Raumstation (ISS)                                                       | 124, 28                                            | DC                                     |
| Größere Flugzeuge                                                                      | 115/200                                            | AC (Dreiphasen), 400 Hz                |
| Sportboote (Motorboote, Segelschiffe)                                                  | 12 oder 24                                         | DC                                     |
| Schiffe                                                                                | 400, 440 oder 690                                  | AC (Dreiphasen), 50 oder 60 Hz         |
| Raumfahrt – Apollo-13-Versorgungsmodul (1970)                                          | 28                                                 | DC                                     |
| Raumfahrt – Apollo-13-Startrampe                                                       | 65                                                 | DC                                     |

Größere Schiffe mit Bordnetzleistungen von über rund 5 MVA weisen eine zusätzliche Mittelspannungsebene von 6,6 kV bis 11 kV auf.

## 48-Volt-Bordnetz im Automobil
Mit dem 12-V-Bordnetz kann der Stromverbrauch, den moderne Kraftfahrzeuge für ihre Komfortsysteme benötigen, kaum mehr gedeckt werden. Die „statischen“ Verbraucher lasten die Lichtmaschine, die bis zu 3 kW Leistung aufbringt, insbesondere bei niedrigen Temperaturen komplett aus. Für zusätzliche dynamische Verbraucher, wie zum Beispiel leistungsstarke elektrisch angetriebene Verdichter, reicht die Batterieleistung nicht aus.
Daher wurde Ende der 1990er-Jahre der Vorschlag gemacht, ein 14-V/42-V-Bordnetz in Kraftfahrzeuge einzubauen. Ab 2001 wurden von japanischen Herstellern und von General Motors Hybrid-Fahrzeuge mit diesem Bordnetz auf den Markt gebracht. Obwohl Daimler-Chrysler zu den Mitinitiatoren dieses Konzeptes zählte, wurde es in Deutschland nicht eingesetzt. Als ein Grund galt, dass es nicht möglich erschien, für den notwendigen Mehrpreis gegenüber den Kunden einen dementsprechenden Nutzwert darzulegen.
Stattdessen wurde von deutschen Automobilherstellern seit 2010 die Lösung favorisiert, ein zweites Teilbordnetz mit einer Spannung von 48 V vorzusehen, welches das 12-V-Netz ergänzt. Erste Serienanwendungen von 48V-Bordnetzkomponenten sind seit 2016 der Betrieb des elektrischen Verdichters und die elektromechanische Wankstabilisierung im Audi SQ7 4.0 TDI sowie Bentley Bentayga. Beide basieren auf der gleichen Plattform.
Tesla entwickelte für den Cybertruck (2023) ein 48-V-Bordnetz, unter anderem um die Stellmotoren des Drive-by-Wire-Systems effektiv zu betreiben und veröffentlichte die Spezifikation.

## Hochvolt-Bordnetz im Automobil
Bei Elektroautos begann man die Antriebsbatterien mit 360 Volt auszulegen, sodass man sie direkt an 400 Volt Kraftstrom laden kann. Diese Hochvoltbatterien wurden auch mit Motoren verbunden, die 450 Volt vertragen, was zu einem 400-Volt-Bordnetz führte.
Die Entwicklung des Schnellladenetzes führte zu HPC-Ladestationen, die sich mit höheren Spannungen effizienter betreiben lassen. Aus dem Bereich der Straßenbahnen und U-Bahnen konnte man dabei auf Technik mit nominell 750 Volt zurückgreifen, einschließlich Motoren, die Lastspitzen bis 1200 Volt vertragen. Zusammen mit Ladestationen bis 1000 Volt entstanden dann Fahrzeug-Plattformen mit 800-V-Bordnetz, die 2019 mit dem Porsche Taycan erstmals im Markt erschienen, und ab 2025 üblich wurden.
Zukünftige Ladestationen werden auch bis 1500 Volt ausgelegt, es ist jedoch noch nicht bekannt, ob auch Batterien und Motoren dazu erscheinen. Grundsätzlich kann man auch mit höherer Spannung laden als die Motoren vertragen, wenn der Batterieblock in mehrere Teilen vorliegt und zum Laden die Teile in Reihe schaltet. Dies wurde beim Übergang von 400-Volt zu 800-Volt benutzt, erstmals gezeigt beim GMC Hummer EV von 2021.